# Sant’Agata (Florenz)

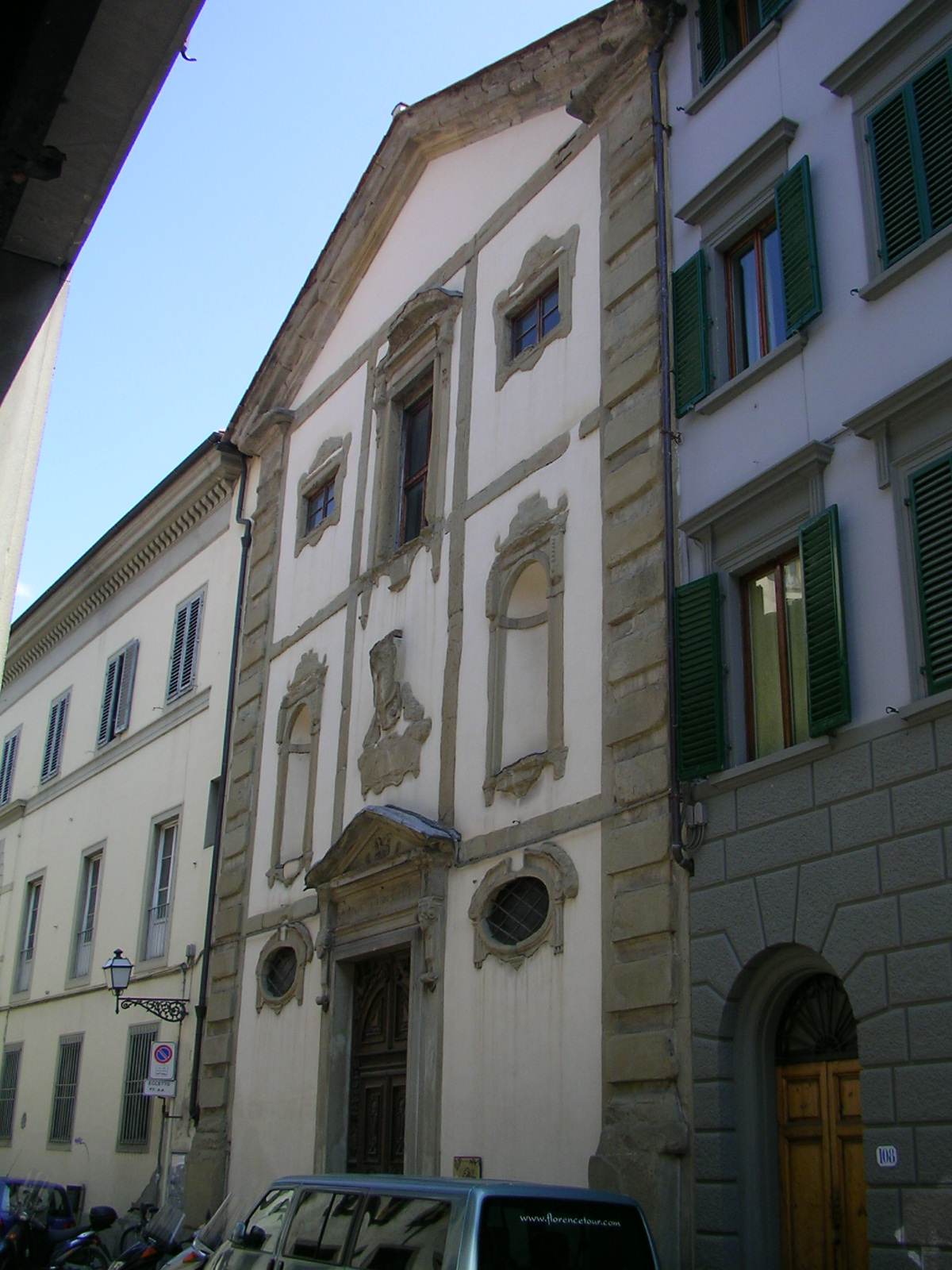
Fassadenansicht von Sant’Agata (2006)

Sant’Agata ist eine römisch-katholische Kirche in Florenz. Die Kirche ist benannt nach der heiligen Agatha und liegt in der Via San Gallo.

## Geschichte und Kunst
Die Ursprünge der Kirche gehen auf das 13. Jahrhundert zurück, wo an dieser Stelle ein Nonnenkloster mit dem Namen Sant’Agata bestand. Zu dieser Zeit fand hier Nonnen des Ordens der Kamaldulenserinnen Zuflucht. Die Fassade der Kirche wurde nach Plänen des Malers Alessandro Allori gestaltet, der seine Bewunderung für die Werke Michaelangelos in der manieristischen Gestaltung der Fassade Ausdruck verleiht.

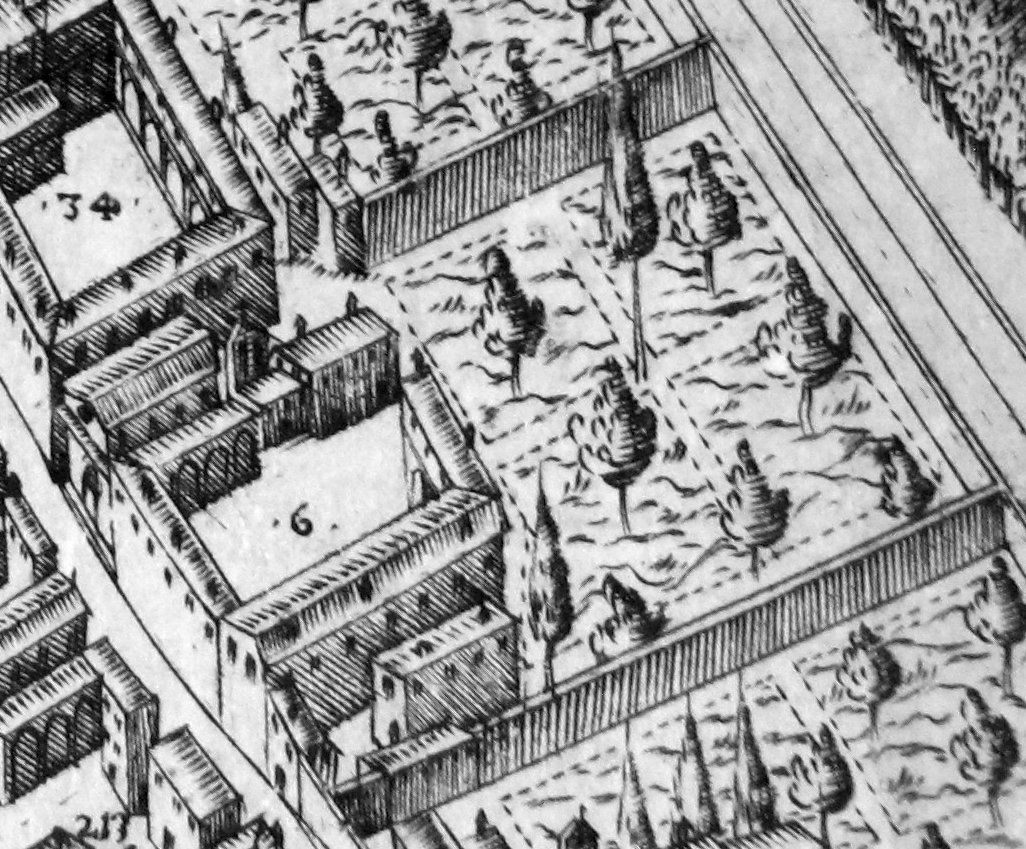
Historische Ansicht mit Klosteranlage (1594)

Das Kloster wurde nach 1860 zum Militärhospital umgebaut. Die Kirche blieb dabei unverändert.
Die Fresken im Inneren der Sakristei gehen auf einen späten Schüler von Domenico Ghirlandaio zurück und können auf das frühe 16. Jahrhundert datiert werden.